# Amphithalamus inclusus
Amphithalamus inclusus är en snäckart som beskrevs av Carpenter 1864. Amphithalamus inclusus ingår i släktet Amphithalamus och familjen Barleeiidae. Inga underarter finns listade i Catalogue of Life.